# St. Lambertus (Düsseldorf)

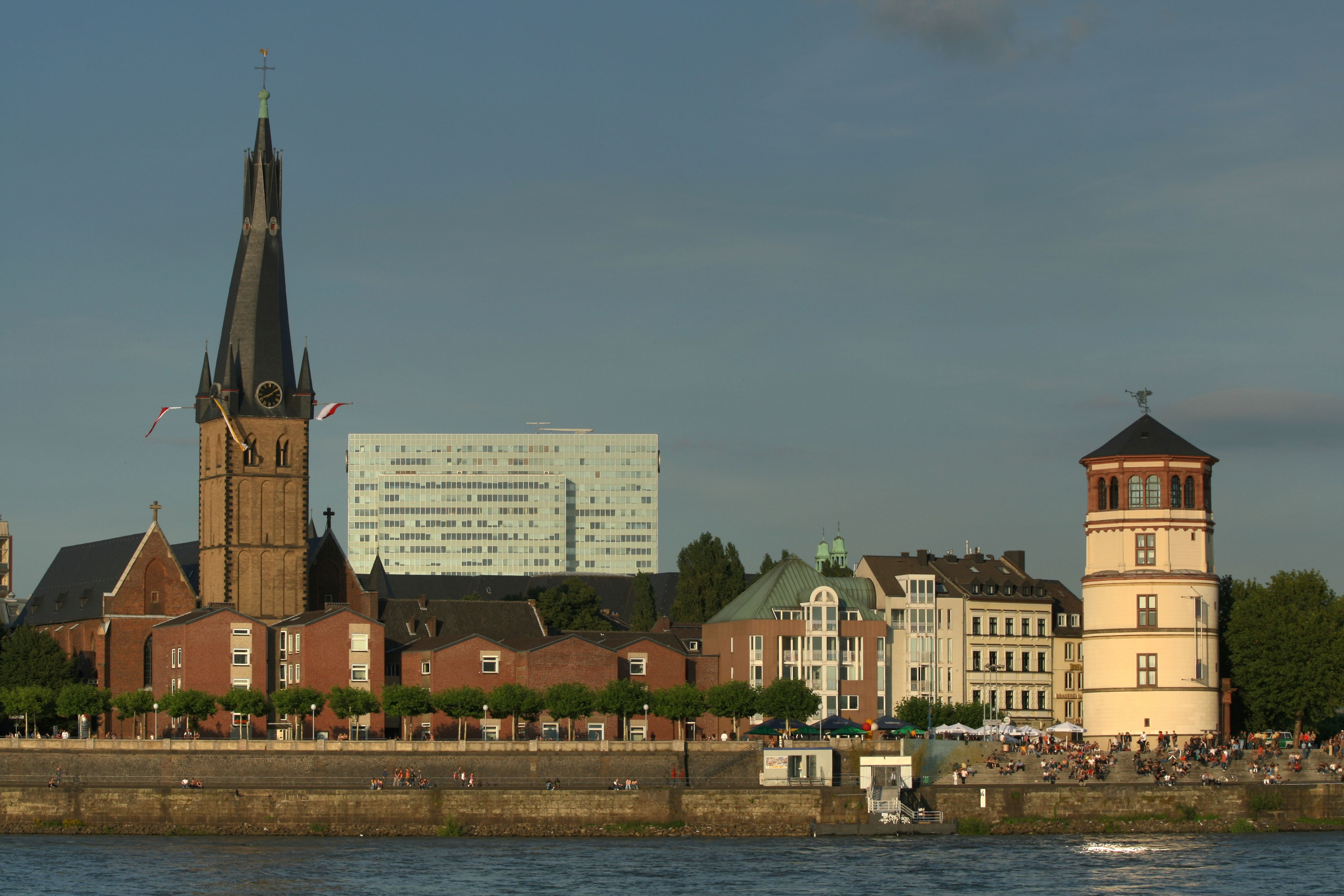
St. Lambertus (links) und der nördliche Teil des Burgplatzes

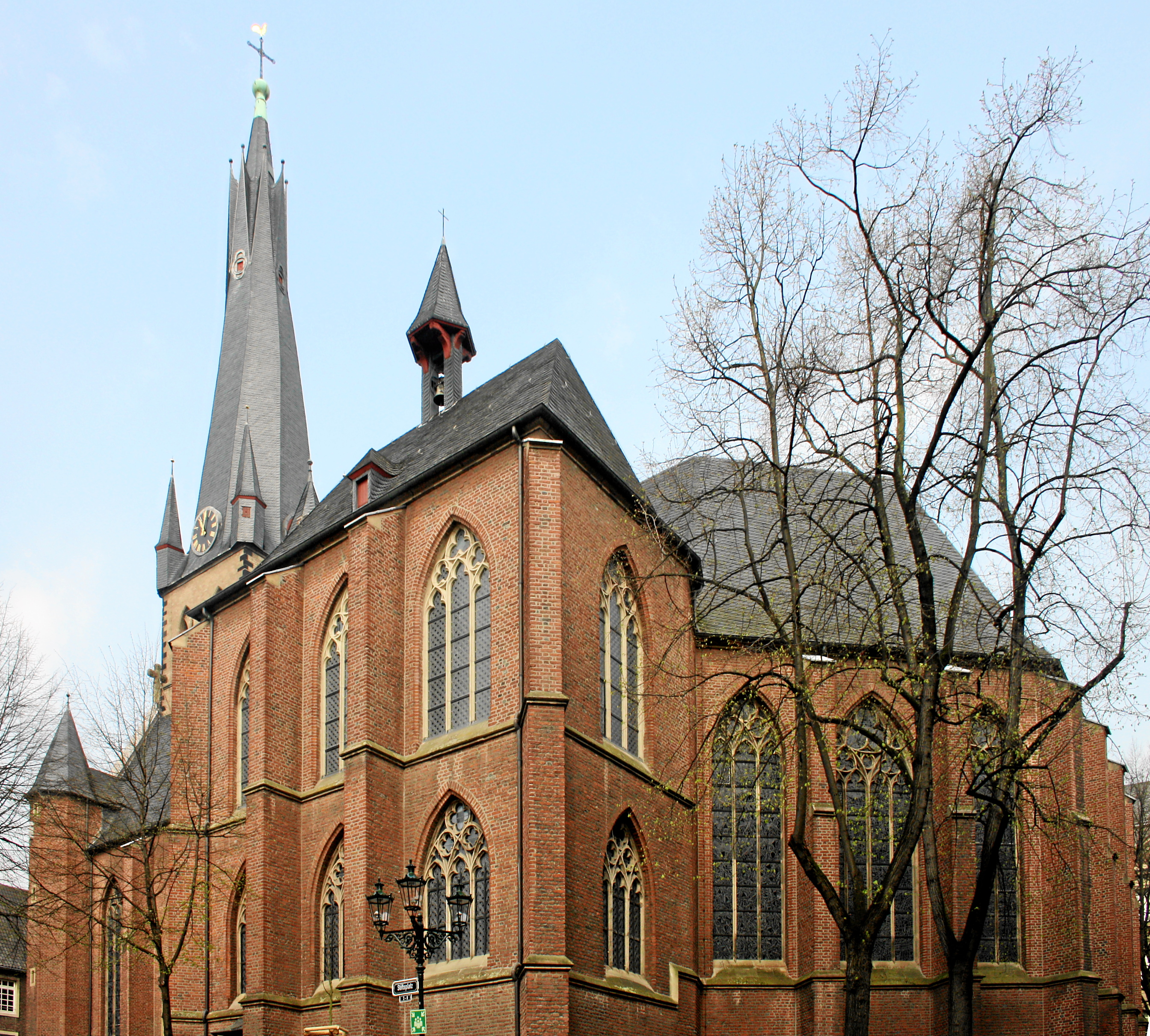
Kirchengebäude aus Südost

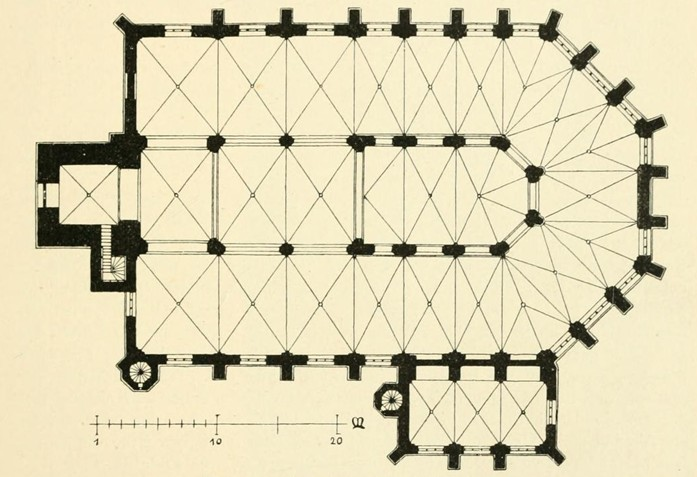
Grundriss von 1894

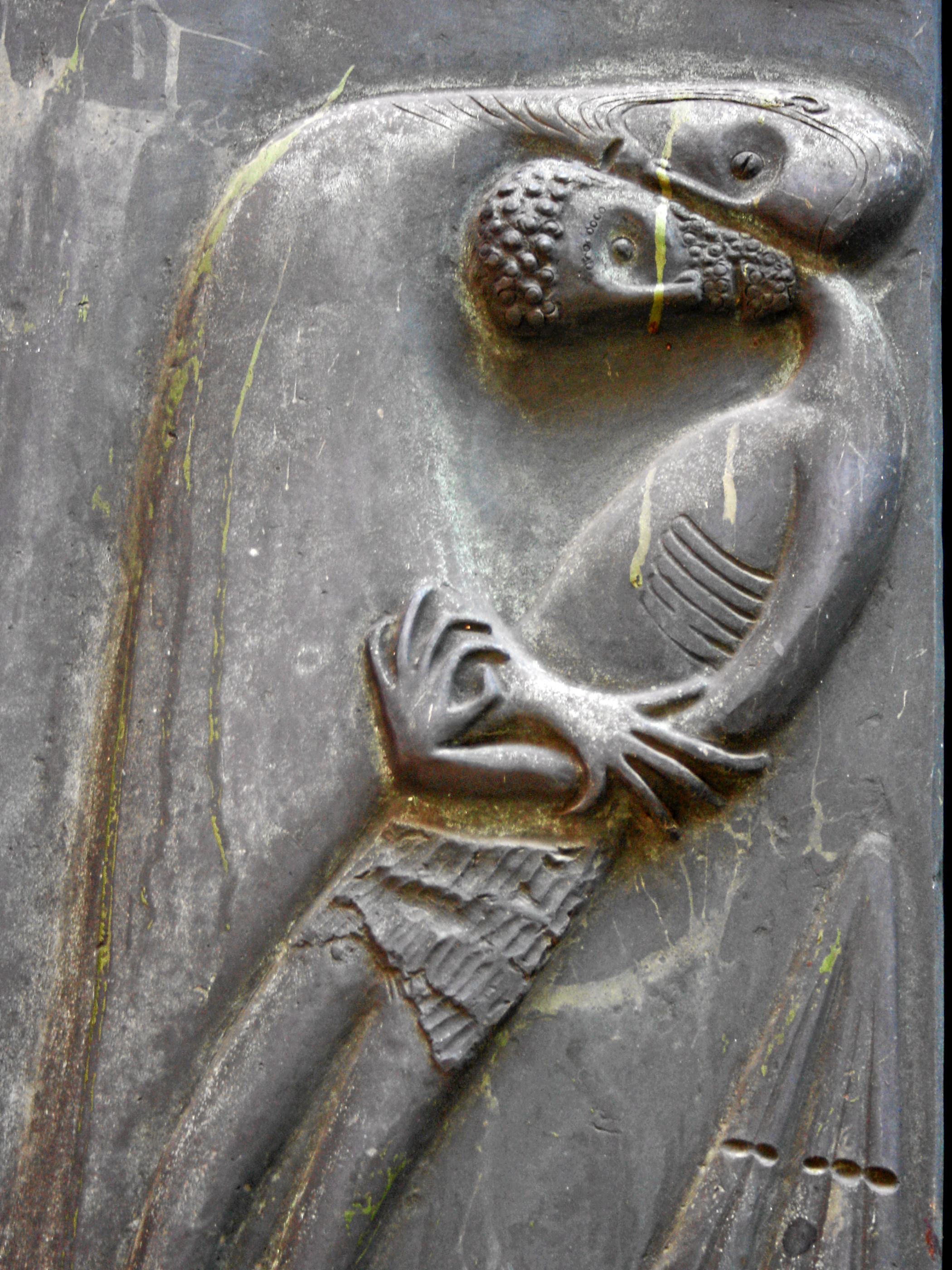
Detail des bronzenen Hauptportals von Ewald Mataré

St. Lambertus ist eine von vier römisch-katholischen Kirchen in der Düsseldorfer Altstadt am Stiftsplatz. Sie ist die Pfarrkirche der vergrößerten Pfarrei St. Lambertus Düsseldorf, die 2011 durch die Fusion der Pfarreien St. Lambertus, St. Maximilian und St. Mariä Empfängnis entstanden ist. Ihr Kirchweihfest bildet den spirituellen Hintergrund der „Größten Kirmes am Rhein“.

## Bauwerk
Sie ist wohl das älteste Bauwerk und ein Wahrzeichen der historischen Kernstadt. Die Geschichte eines Vorgängerbauwerks – vermutlich unter dem Patronat des Kanonissenstifts Gerresheim und des Stifts St. Ursula in Köln – ist durch eine Urkunde Papst Hadrians IV. vom 23. Mai 1159 belegt, die Ursprünge liegen aber noch weit vor diesem Zeitpunkt. An der Stelle der heutigen Kirche befand sich eine romanische Hofkapelle, die im Jahr 1209 unter Ablösung von Alt St. Martin im Dorf Bilk zur Pfarrkirche erhoben wurde. Im Zusammenhang mit der Schlacht von Worringen und der Stadterhebung Düsseldorfs durch Adolf V. von Berg im Jahr 1288 wurde hier ein Kollegiatstift errichtet und der Lambertuskirche als Stiftskirche in diesem Zuge der Titel Mariä Himmelfahrt (Beatae Mariae Virginis assumtae) verliehen. Papst Nikolaus IV. gab mit Breve vom 9. September 1288 dazu seine Zustimmung und beauftragte mit der Errichtung Adolf, den Abt von Siegburg, da Siegfried von Westerburg, der Erzbischof von Köln, durch seine Gefangenschaft verhindert war. Die vormundschaftliche Regentin Margarete von Ravensberg-Berg, ihr Sohn Wilhelm, der erste Herzog von Berg, und seine Gemahlin Anna förderten das Stift großzügig im Zuge ihrer Bestrebungen, Düsseldorf zur Haupt- und Residenzstadt sowie zum Wallfahrtsort ihres Landes auszubauen. Am 1. März 1392 stifteten sie Pfründen für die Stellen des Propstes, Scholasters, Thesaurars und Kantors sowie zehn weitere Präbende. Der Kirchenschatz wurde um bedeutende Reliquien vergrößert, darunter die Gebeine des Hl. Apollinaris, die sie aus Remagen hierher überführen ließen. Ab 1370 erfolgte der Bau einer Hallenkirche in den Formen der niederrheinischen Backsteingotik. Ihr Chor baute auf den Fundamenten der romanischen Vorgängerkirche auf. Am 12. Juli 1394 wurde der dreischiffige Bau unter den Patrozinien der Heiligen Maria, Thomas, Lambertus, Apollinaris, Severin und Anno eingeweiht. Damals zählte die Stiftskirche vierzig Geistliche, die an zwölf Altären ihren Dienst verrichteten. Mit der Bestattung Herzog Wilhelms des Reichen († 5. Januar 1592) übernahm die Stiftskirche vom Altenberger Dom die Funktion der herzoglichen Grablege, um sie 1642 an die neue jülich-bergische Hofkirche St. Andreas weiterzugeben. In der Fürstengruft vor dem Altar des Hl. Petrus wurden viele Mitglieder der herzoglichen Familie bestattet, so Anna von Bayern († 1415), Margarete von Berg († 1484), Jolante von Bar († 1421), Herzog Adolf I. († 1437), Elisabeth von Nassau († 1479), Amalie von Jülich-Kleve-Berg († 1586), Jakobe von Baden-Baden († 1597, bis 1820 in der Kreuzherrenkirche), Johann Wilhelm von Jülich-Kleve-Berg († 1609, aufgebahrt bis 1628 in der Schlosskapelle) und Katharina Charlotte von Pfalz-Zweibrücken († 1651). Auch dem Kanzler von Jülich-Kleve-Berg,  Johann Ghogreff, wurde die Ehre einer Bestattung in der Kirche gewährt. Sturmschäden des Jahres 1606 und die Beschädigung der Kirche durch die Explosion eines nahe gelegenen Pulverturms am 10. August 1634 machten eine Erneuerung der Innenausstattung notwendig: Der Hochaltar nach Entwurf des Architekten Michael Cagnon, die vier Nebenaltäre, die Kanzel und die Beichtstühle wurden in den Jahren 1691–1698 eingefügt und sind bis heute erhalten.
Nach einem Brand im Jahr 1815 wurde der Turmhelm durch Adolph von Vagedes erneuert. Da hierzu vermutlich zu frisches und damit feuchtes Holz benutzt wurde, verdrehte sich das Dach. Eine Sage besagt, dass der Teufel in einem Wutanfall den Kirchturm verdrehte, als er versuchte, die Kirche herauszureißen. Als infolge der Schäden des Zweiten Weltkriegs das Dach wieder erneuert wurde, baute man es auf Wunsch der Bevölkerung wieder verdreht auf. Man spricht deshalb heute auch manchmal vom schiefen Turm von Düsseldorf. Das neue Westportal aus den 1950er Jahren ist ein Werk des Bildhauers Ewald Mataré.
Als Pfarrkirche ist das Gotteshaus dem Hl. Lambertus gewidmet, einem Märtyrer, der im Jahre 705 in Lüttich ermordet wurde. Im Volksaltar wird ein Schrein mit Reliquien des Hl. Apollinaris aufbewahrt, dieser wird seit dem Jahr 1394 als Stadtpatron Düsseldorfs verehrt. Auch ein Schrein mit der Kopfreliquie des Hl. Willeicus, des Gefährten und Nachfolgers des Hl. Suitberts, befindet sich in der Kirche. Der silber-vergoldete Appollinarisschrein ist eine Schenkung des Herzogs Philipp Wilhelm aus dem Jahr 1665. Im Kirchenschatz befindet sich ferner ein romanisches Kopfreliquiar, dessen Inhalt entweder dem Hl. Candidus oder dem Hl. Vitalis zugeschrieben wird.
Das Grabmal Herzog Wilhelm V. von Jülich-Kleve-Berg in der Mitte des Chorumganges der Hallenkirche stellt das bedeutendste Kunstwerk der Renaissance in Düsseldorf dar. Wilhelm war ein Anhänger des Humanismus in der Prägung des Erasmus von Rotterdam und einer der bedeutendsten Herrscher aus dem Adelsgeschlecht Mark.
Am 15. Mai 1614 bekundete der Landesherr, Pfalzgraf und Herzog Wolfgang Wilhelm, in der Lambertuskirche, damals noch die Kirche des Hofes von Jülich-Berg, feierlich seine Konversion zum Katholizismus, um mit Unterstützung der Katholischen Liga im Jülich-Klevischen Erbfolgestreit seine Herrschaftsansprüche zu sichern.
Das Stift St. Lambertus fiel durch den Reichsdeputationshauptschluss der Säkularisation anheim. Im Jahr 1974 wurde der Kirche durch Papst Paul VI. der Titel einer päpstlichen Basilica minor verliehen.

## Kirchenfenster
Die Kirchenfenster in St. Lambertus wurden Anfang der 1960er Jahre von folgenden Künstlern gestaltet: Ludwig Baur, 1958–1964; Vincenz Pieper, um 1960/1961; Robert Rexhausen, 1962.

## Orgeln
Die beiden Orgeln der Lambertuskirche wurden von dem österreichischen Orgelbauer Rieger erbaut.

### Turmorgel

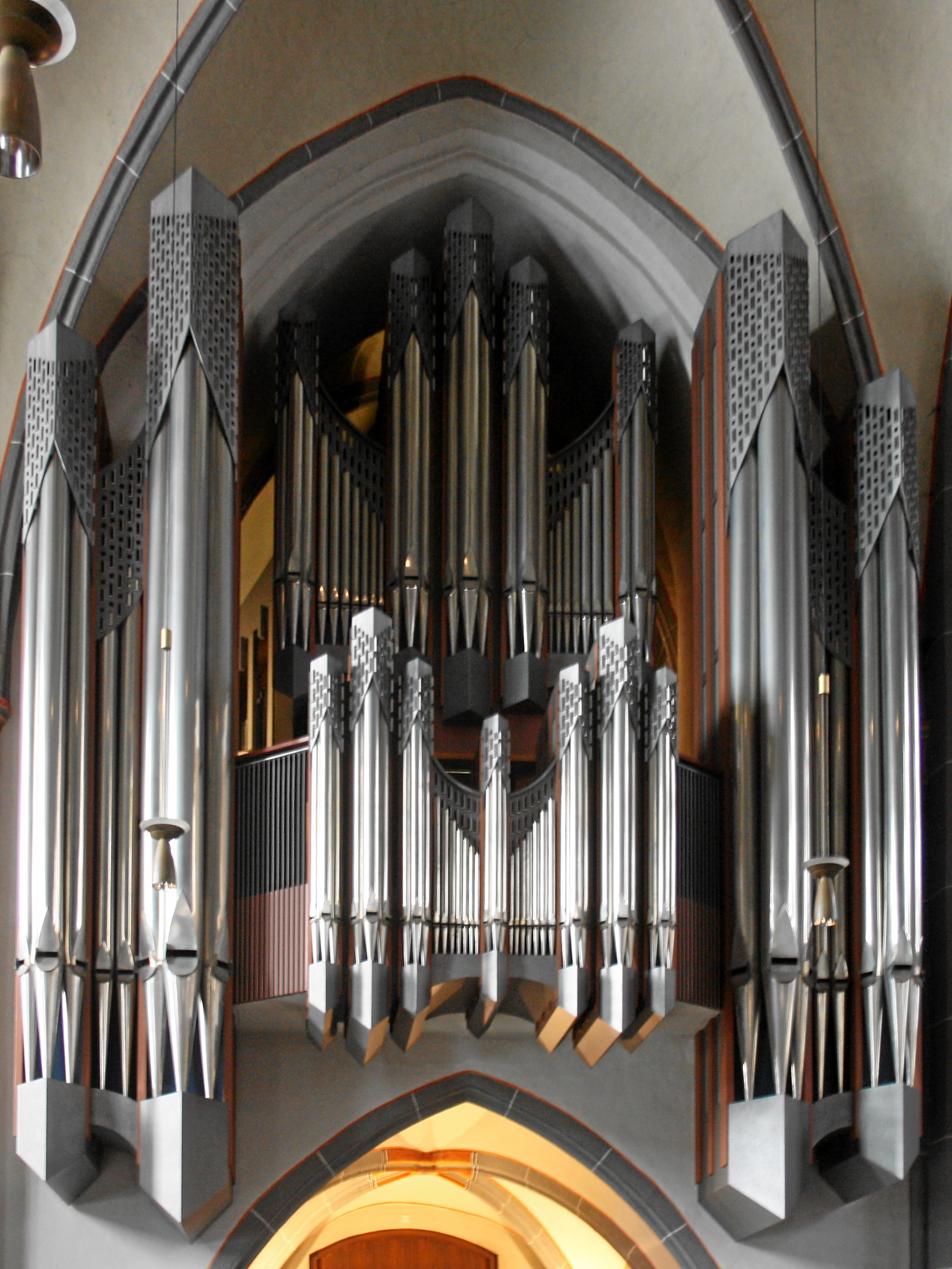
Turmorgel

Die große Turmorgel im französisch-romantischen Stil wurde 1999 fertiggestellt. Das Instrument hat 54 Register auf drei Manualen und Pedal. Es lässt sich von zwei Spieltischen anspielen: einem eingebauten Spieltisch mit mechanischer Spieltraktur, und einem fahrbaren mit elektrischer Spieltraktur. Die Registertraktur ist elektrisch.
| I Grand Orgue C–a3 |                   |        |
| 1.                 | Montre            | 16′    |
| 2.                 | Bourdon           | 16′    |
| 3.                 | Montre            | 08′    |
| 4.                 | Bourdon           | 08′    |
| 5.                 | Flûte harmonique0 | 08′    |
| 6.                 | Gambe             | 08′    |
| 7.                 | Prestant          | 04′    |
| 8.                 | Flûte             | 04′    |
| 9.                 | Doublette         | 02′    |
| 10.                | Fourniture V-VII  | 02 ⁄3′ |
| 11.                | Cymbale V-VII     | 01 ⁄3′ |
| 12.                | Cornet V          | 08′    |
| 13.                | Bombarde          | 16′    |
| 14.                | Trompette         | 08′    |
| 15.                | Clairon           | 04′    |

| II Positif C–a3 |                  |        |
| 16.             | Montre           | 08′    |
| 17.             | Bourdon          | 08′    |
| 18.             | Salicional       | 08′    |
| 19.             | Prestant         | 04′    |
| 20.             | Flûte            | 04′    |
| 21.             | Sesquialtera II  | 02 ⁄3′ |
| 22.             | Quarte de Nazard | 02′    |
| 23.             | Larigot          | 01 ⁄3′ |
| 24.             | Fourniture IV    | 01′    |
| 25.             | Trompette        | 08′    |
| 26.             | Cromorne         | 08′    |
|                 | Tremblant        |        |

| III Récit C–a3 |                  |         |
| 27.            | Bourdon          | 16′     |
| 28.            | Gedackt          | 08′     |
| 29.            | Flûte creuse     | 08′     |
| 30.            | Gambe            | 08′     |
| 31.            | Voix céleste     | 08′     |
| 32.            | Prestant         | 04′     |
| 33.            | Flûte octaviante | 04′     |
| 34.            | Nazard           | 02 ⁄3′  |
| 35.            | Octavin          | 02′     |
| 36.            | Tierce           | 01 3⁄5′ |
| 37.            | Piccolo          | 01′     |
| 38.            | Plein Jeu V-VI   | 02′     |
| 39.            | Basson           | 16′     |
| 40.            | Trompette        | 08′     |
| 41.            | Hautbois         | 08′     |
| 42.            | Clairon          | 04′     |
| 43.            | Voix humaine     | 08′     |
|                | Tremblant        |         |

| Pédale C–f1 |                |     |
| 44.         | Soubasse       | 32′ |
| 45.         | Montre         | 16′ |
| 46.         | Soubasse       | 16′ |
| 47.         | Principal      | 08′ |
| 48.         | Bourdon        | 08′ |
| 49.         | Flûte          | 04′ |
| 50.         | Contrebombarde | 32′ |
| 51.         | Bombarde       | 16′ |
| 52.         | Basson         | 16′ |
| 53.         | Trompette      | 08′ |
| 54.         | Clairon        | 04′ |

- Koppeln:
  - Normalkoppeln (mechanisch): II/I, III/I, III/II, I/P, II/P, III/P
  - Suboktavkoppeln (elektrisch): III/III, III/I
  - Superoktavkoppeln (elektrisch): III/III, III/I, III/P
- Spielhilfen: 256fache Setzeranlage, Sequenzer, Crescendotritt (4 Programmierungen), Memory Card System

### Chororgel

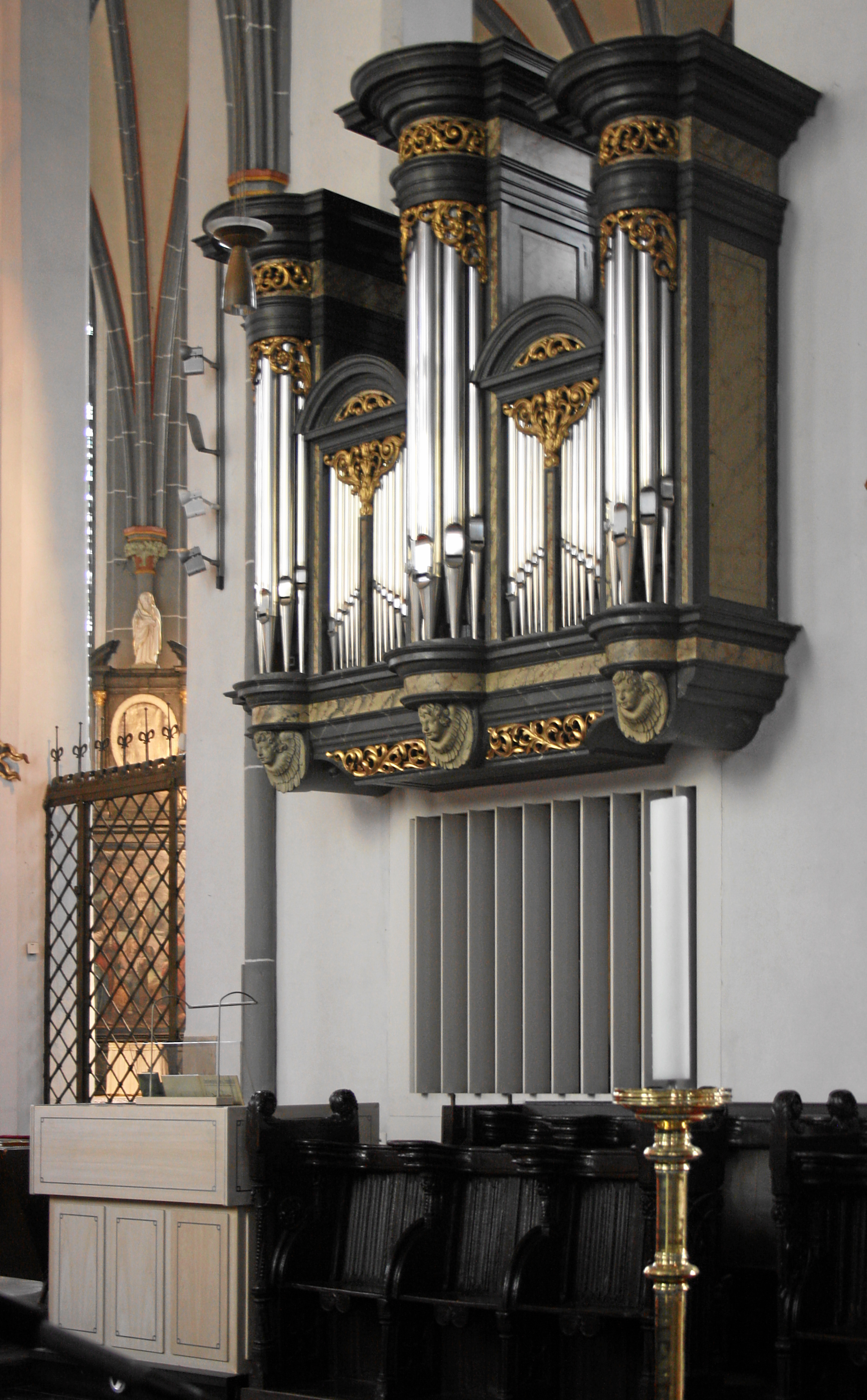
Chororgel

Die Chororgel befindet sich in einem barocken Prospektgehäuse. Sie stammt von der Firma Rieger Orgelbau, wurde 2004 fertiggestellt und hat 22 Register auf zwei Manualwerken und Pedal.
| I Grand Orgue C–a3 |                  |        |
| 55.                | Bourdon          | 16′    |
| 56.                | Montre           | 08′    |
| 57.                | Bourdon          | 08′    |
| 58.                | Flûte harmonique | 08′    |
| 59.                | Prestant         | 04′    |
| 60.                | Flûte à cheminée | 04′    |
| 61.                | Doublette        | 02′    |
| 62.                | Fourniture IV    | 01 ⁄3′ |
| 63.                | Cornet III       | 02 ⁄3′ |
| 64.                | Basson           | 16′    |
| 65.                | Trompette        | 08′    |

| II Récit C–a3 |                  |     |
| 66.           | Bourdon          | 08′ |
| 67.           | Gambe            | 08′ |
| 68.           | Voix céleste     | 08′ |
| 69.           | Flûte octaviante | 04′ |
| 70.           | Octavin          | 02′ |
| 71.           | Hautbois         | 08′ |
|               | Tremblant        |     |

| Pédale C–f1 |                   |      |
| 72.         | Soubasse          | 16′  |
| 73.         | Montre (= Nr. 2)  | 08′  |
| 74.         | Bourdon (= Nr. 3) | 08′  |
| 75.         | Flûte (= Nr. 4)   | 04′  |
| 76.         | Bombarde          | 16′  |
| 77.*        | *Bombardino       | 8'   |
| 78.         | Mixtur            | I-V  |
| 79          | Fourniture        | IV-V |

- Koppeln:
  - Normalkoppeln: II/I, I/P, II/P
  - Suboktavkoppeln: II/I, II/II
  - Superoktavkoppeln: II/I, II/II, II/P

## Glocken
Im Turm hängt ein siebenstimmiges Bronzegeläut, das 1987 durch die Gescheraner Glockengießerei Petit & Gebr. Edelbrock gegossen wurde. Das Läutemotiv der 4 großen Glocken ist „Victimae paschali laudes“ („Christ ist erstanden“), die 3 kleinen Glocken bilden mit ihrem Durdreiklang die Klangkrone.
Von den historischen Glocken sind nur noch zwei kleine Bronzeglocken vorhanden. Eine Glocke wurde 1462 durch Art de Wilde van Venlo gegossen. Schlagton ist c2. Sie wird nur noch solistisch geläutet. Die zweite hat den Schlagton g2 und wurde von Christian Claren aus Sieglar gegossen.
| Nr. | Name            | Ø (mm) | Masse (kg) | Nominal | Inschrift |
| --- | --------------- | ------ | ---------- | ------- | --- |
| 1   | Lambertus       | 1875   | 4400       | a0      | SUBIECTI ET DILIGENTES INVICEM IN TIMORE CHRISTI SACRAMENTUM HOC MAGNUM EST – AD MCMLXXXVII – ORA PRO CONIUGIBUS ET FAMILIIS ET ECCLESIA CHRISTI Unterwürfige und sich gegenseitig Liebende leben in der Furcht vor Christus, dieses Sakrament ist eben groß. – Im Jahr des Herrn 1987. – Bitte für die Eheleute und Familien und die Kirche Christi. |
| 2   | Apollinaris     | 1665   | 2960       | h0      | ERITIS MIHI TESTES SANCTE APOLLINARIS – A. D. MCMLXXXVII – ORA PRO CIVITATE TUA Ihr werdet mir Zeugen sein, Hl. Apollinaris. – Im Jahr des Herrn 1987. – Bitte für deine Bürger. |
| 3   | Maria           | 1385   | 1700       | d1      | MARIA IN DER NOT – BITTE FÜR UNS – MARIA IN DER NOT – 1 9 8 7 – DIE WIR UNSERE ZUFLUCHT ZU DIR NEHMEN |
| 4   | Margareta       | 1220   | 1140       | e1      | STA MARGARETA ORA PRO NOBIS ANUNTIO PACEM – A D MCMLXXXVII Hl. Margareta, bitte für uns, ich kündige Frieden an. – Im Jahr des Herrn 1987. |
| 5   | Sebastian       | 1022   | 690        | g1      | HEILIGER SEBASTIAN 1 9 8 7 SEI DEN SCHÜTZEN VORBILD UND SCHUTZPATRON |
| 6   | Joseph          | 800    | 320        | h1      | DEI ADIUTORES ET AEDIFICATIO SUMUS ORA PRO NOBIS SANCTE JOSEPH MCMLXXXVII Die Helfer Gottes und die Bauenden sind wir. Bitte für uns, Hl. Josef 1987 |
| 7   | Caritas         | 675    | 200        | d2      | VIVIS ET DEFUNCTIS CARITAS CHRISTI URGET NOS – A. D. MCMLXXXVII – WERNER DREHSEN CARITASDIREKTOR 1947–1985 – PFARRER AN ST. LAMBERTUS 1966–1981 Den Lebenden und Toten, die Liebe Christi bedrängt uns. – Im Jahr des Herrn 1987. |
| 8   | Rosenkranz      | -      | -          | c2      | - |
| 9   | Sakristeiglocke | -      | -          | g2      | - |

Geläutemotiv: Victimae paschali laudes = Sequentia Dominica Resurrectionis (Gotteslob Nr. 320)

## Friedhof
Unter dem Platz der St.-Lambertus-Kirche liegt der erste Friedhof Düsseldorfs verborgen. Die Verstorbenen wurden damals im Kirchhof beerdigt, dem heutigen Stiftsplatz.
„Die erste urkundliche Erwähnung finden wir im Jahre 1303. Da es die Stadt Düsseldorf aber ja schon vorher gab, ist davon auszugehen, dass die Ruhestätte auch schon vorher existierte.“ (Benedikt Mauer, Stadtarchiv Düsseldorf).

## Einige Innenansichten

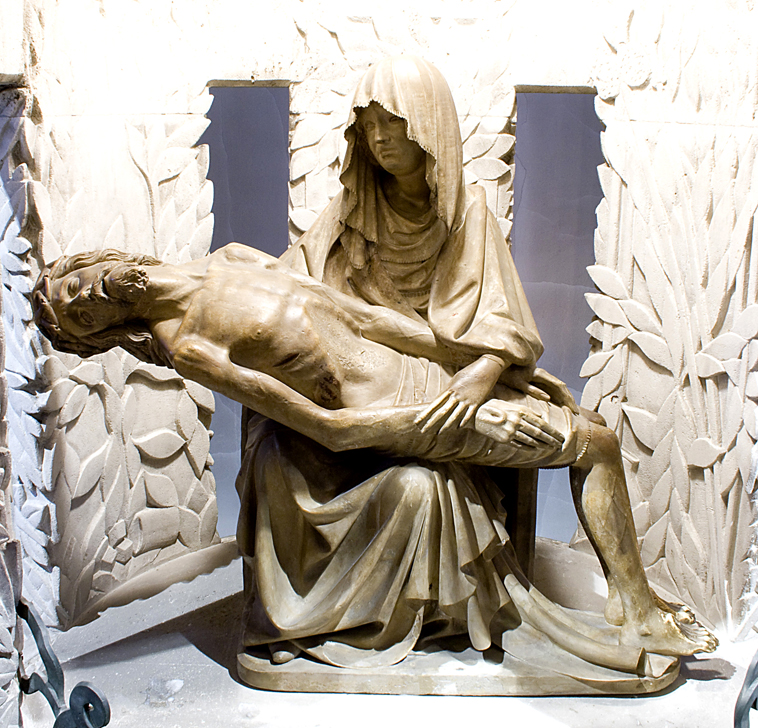
Düsseldorf St. Lambertus Pietà ca. 1400
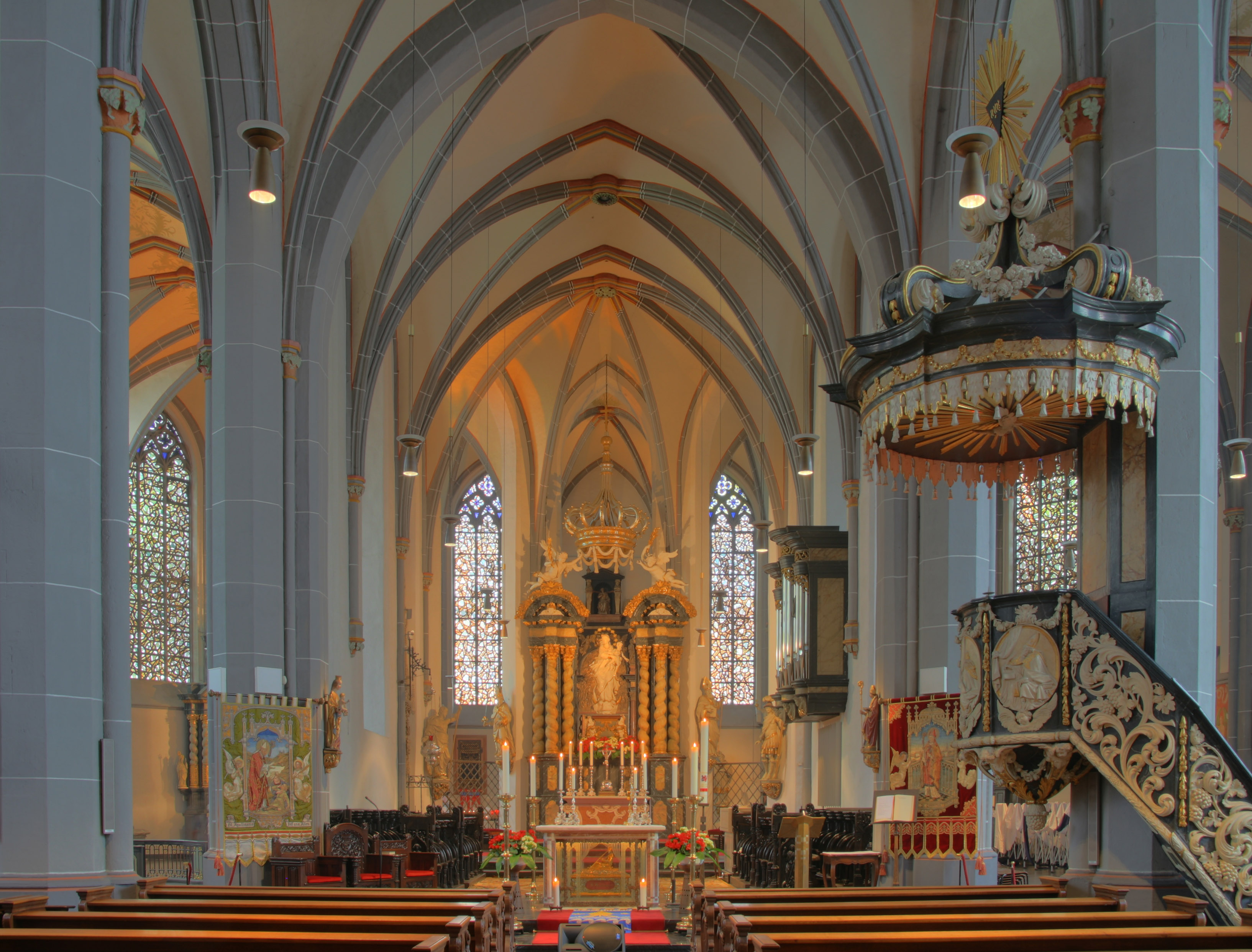
Blick auf den barocken Hochaltar und die Kanzel
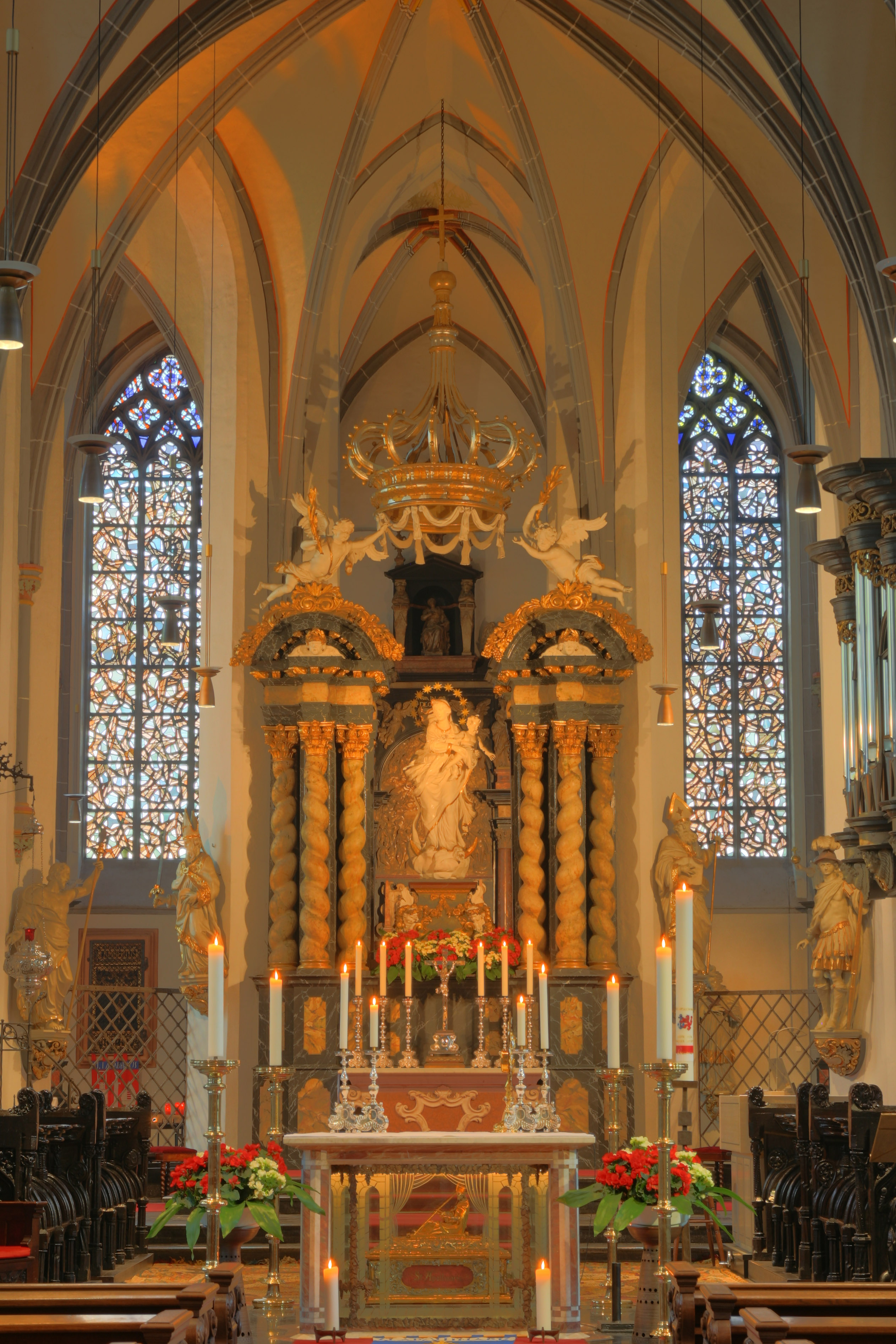
Hochaltar und Volksaltar mit Apollinarisschrein
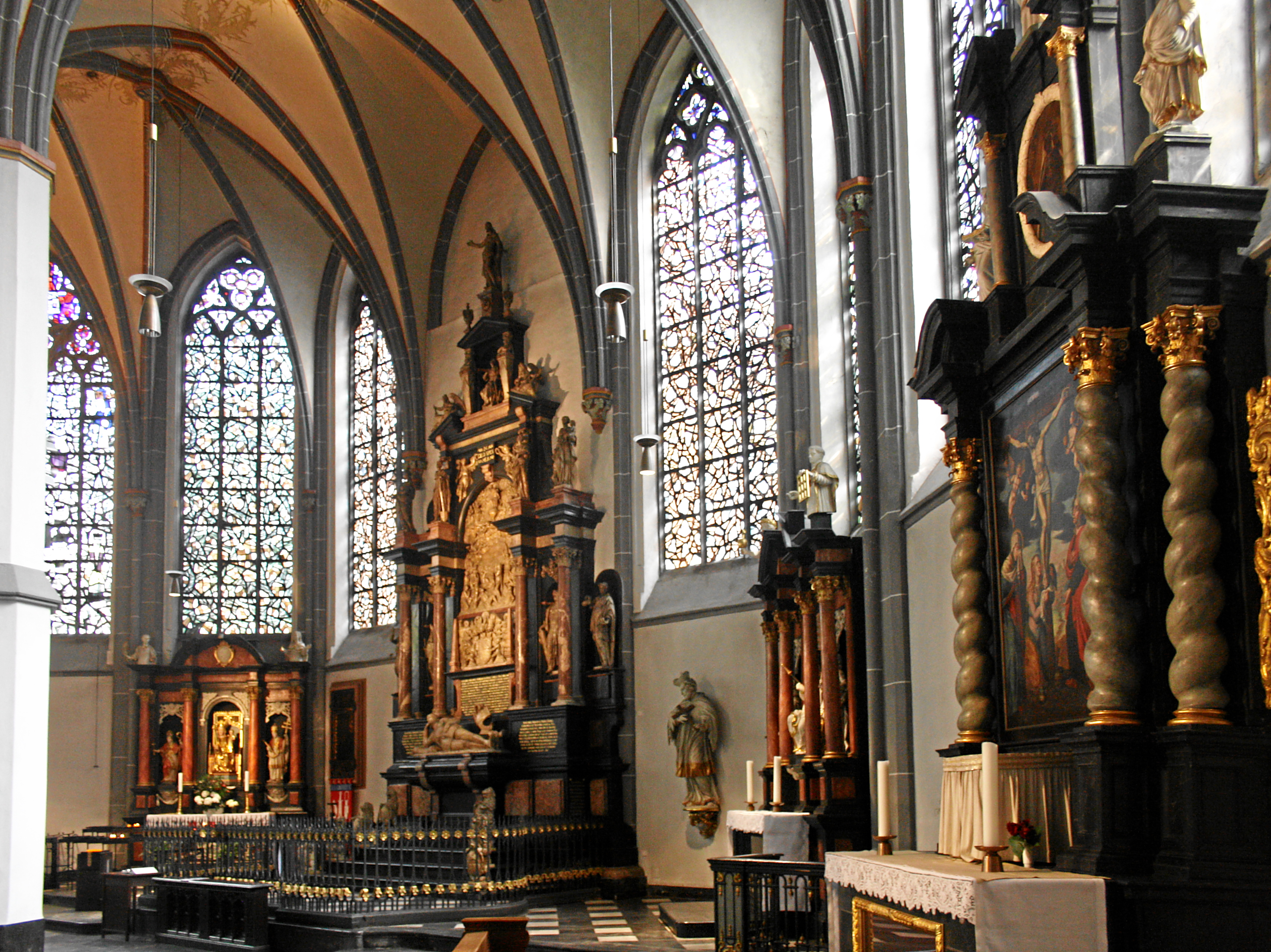
Chorumgang
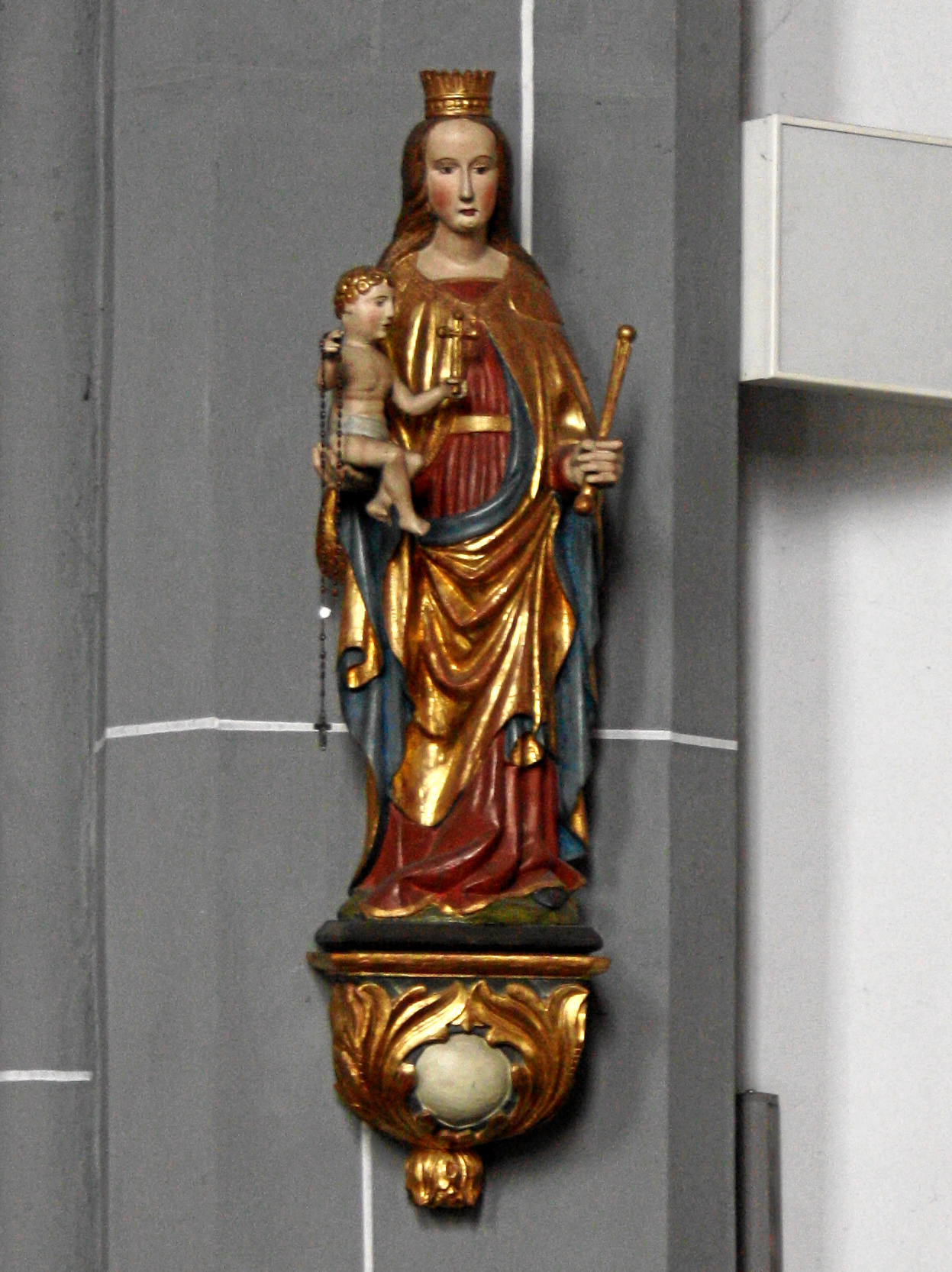
Gnadenbild Maria vom Siege, 11. Jahrhundert
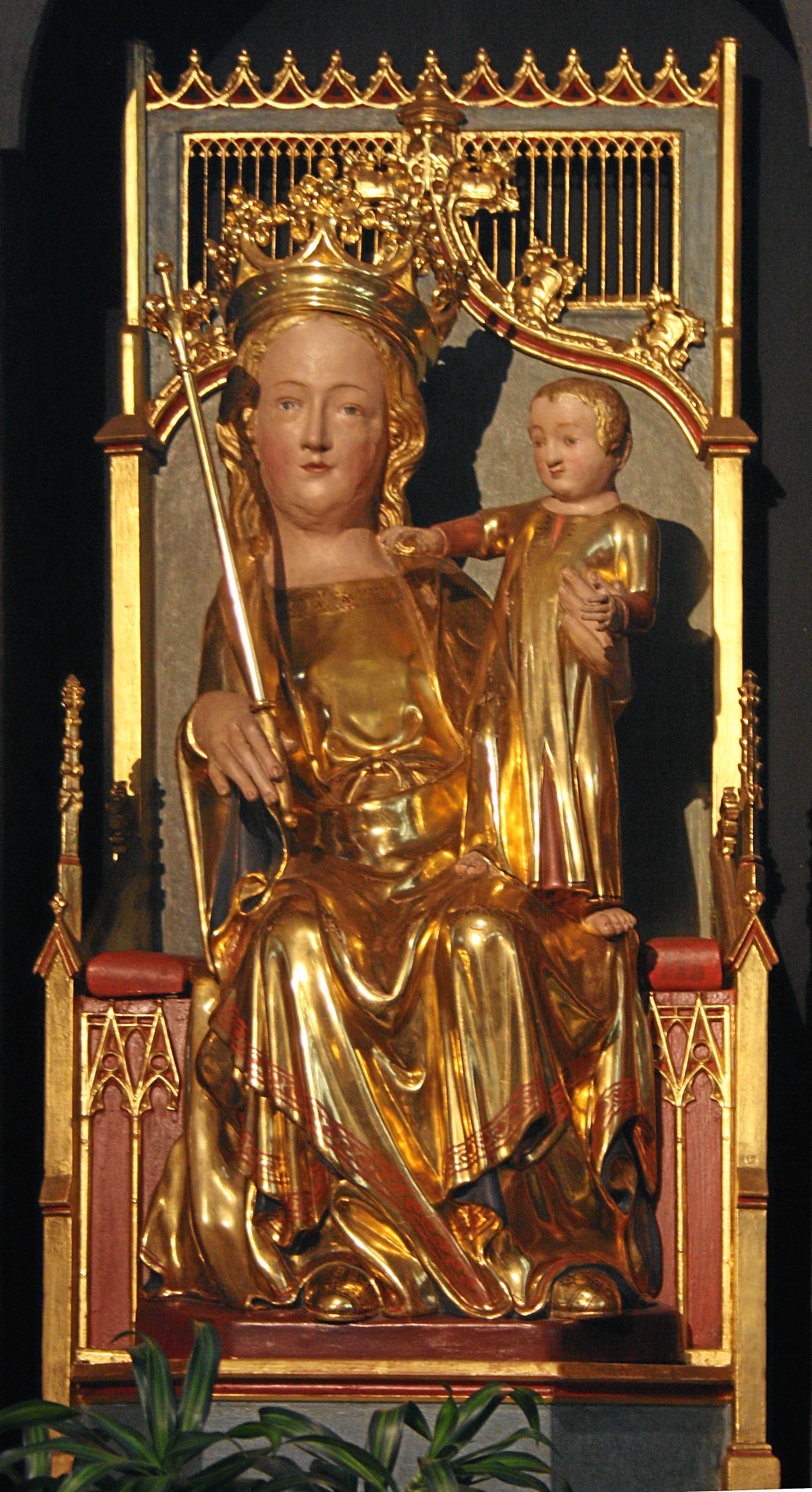
Gnadenbild Maria in der Not, vor 1334
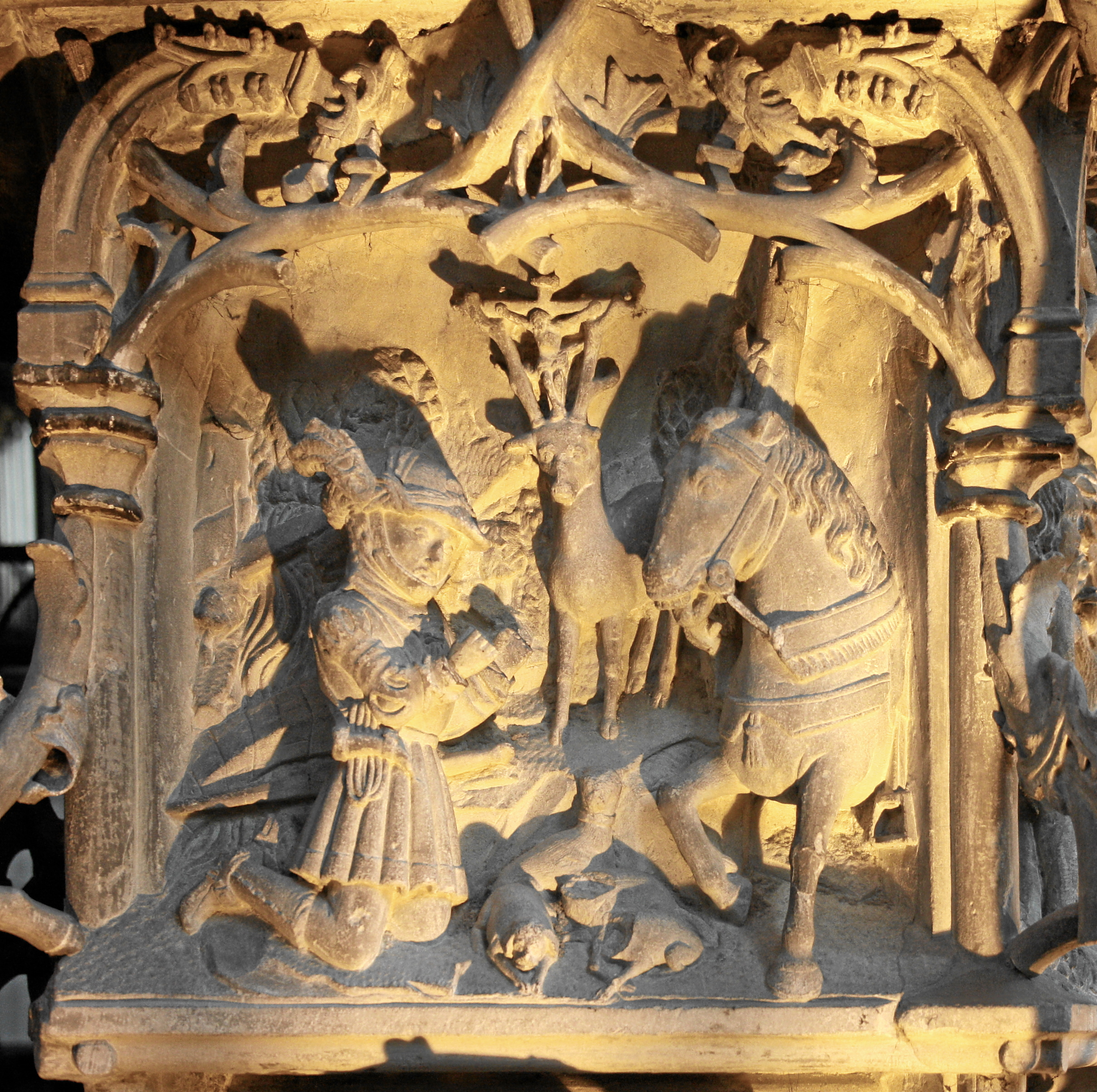
Detail des Sakramentshauses, Ende 15. Jahrhundert
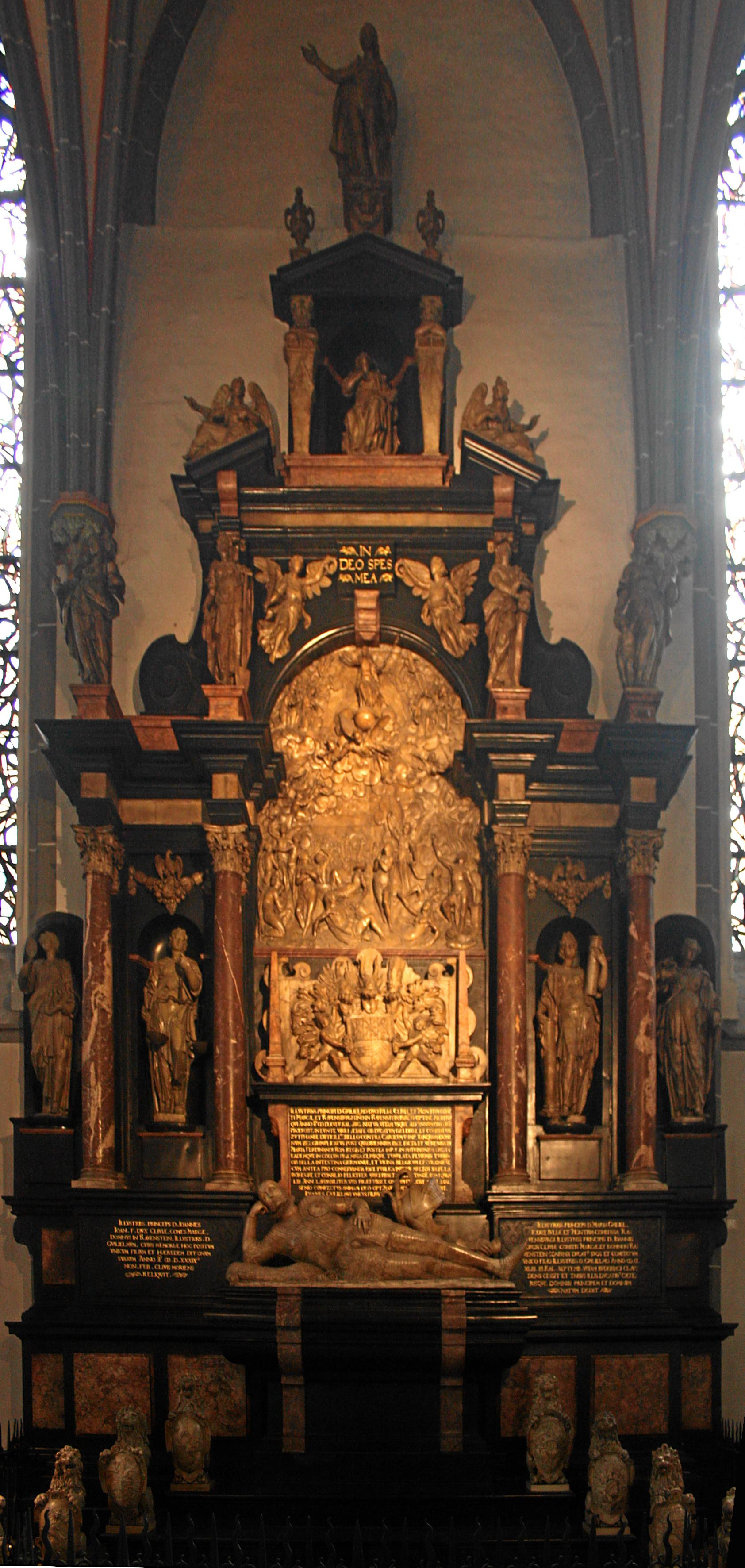
Grabmal Herzog Wilhelms von Jülich-Kleve-Berg
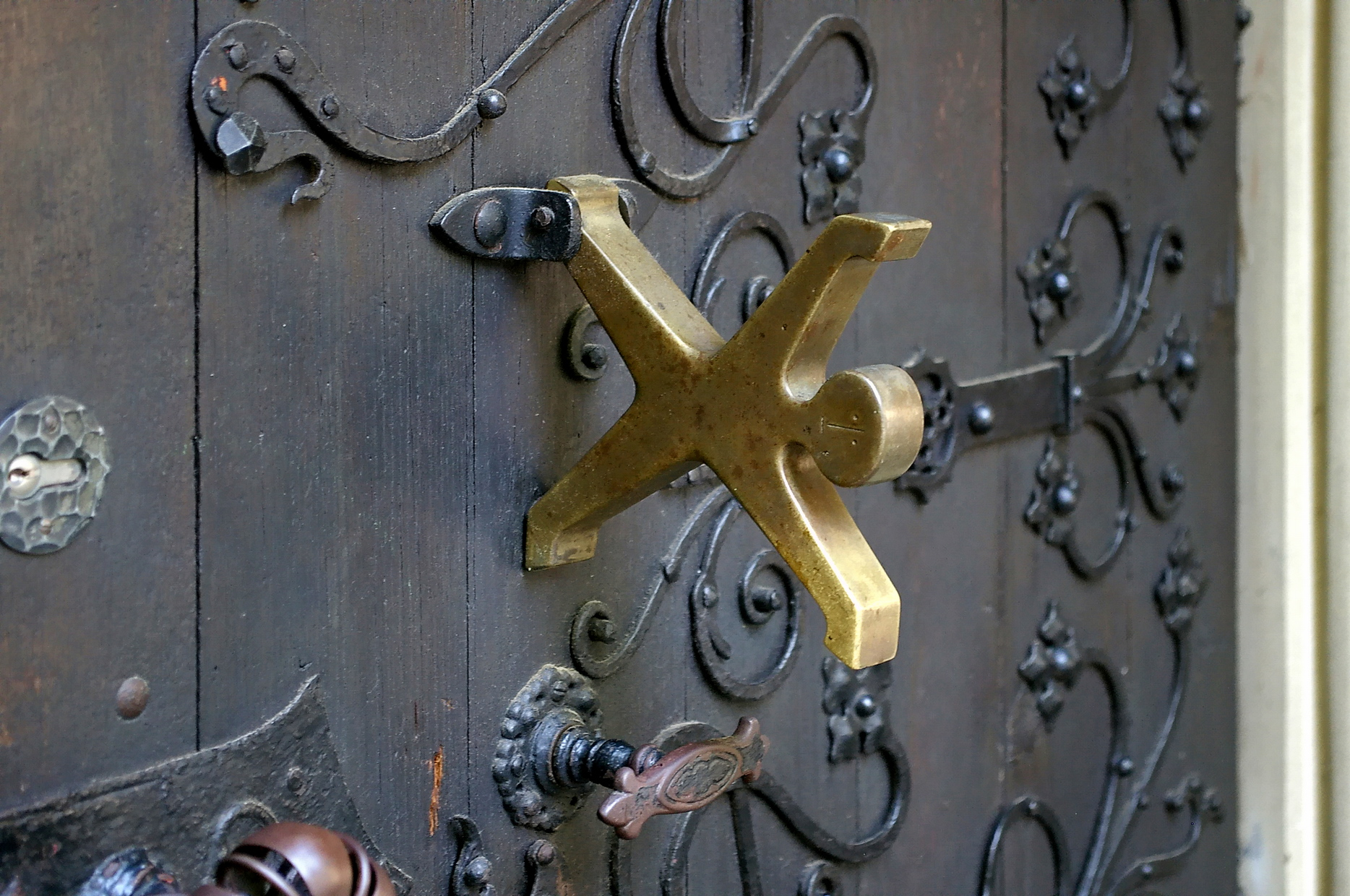
Radschläger-Türklopfer an einer Seitenpforte